# Estación de Maisons-Alfort - Stade
La Estación de Maisons-Alfort - Stade (en español: estación de Maisons-Alfort - Estadio) es una estación del metro de París situada en la comuna de Maisons-Alfort, al sur de la capital. Pertenece a la línea 8.

## Historia
Fue inaugurada el 19 de septiembre de 1970 convirtiéndose así en terminal de la línea hasta el 27 de abril de 1972
Situada en Maisons-Alfort, debe su nombre al estadio municipal Delaune.

## Descripción
Se compone de dos andenes laterales y de dos vías centrales.